# 린도스
린도스(고대 그리스어: Λίνδος)는 에게해의 도데카니사 제도 로도스섬 동쪽의 해안에 있는 그리스의 도시이자 고고 유적이다. 로도스 시에서 남쪽으로 약 55km 거리에 있으며, 멋진 해수욕장이 있기 때문에 관광지로 알려져 있다. 2011년 지방 정부 개편 이후에, 이곳은 로도스 자치체의 일부가 되었다.
현대의 마을보다 조금 높은 곳에 아크로폴리스가 천연의 요새로 고대 그리스, 로마 제국, 동로마 제국, 성 요한 기사단, 오스만 제국이 이용해 왔다. 따라서 발굴과 고고학적 해석이 어려워지고 있다. 아크로폴리스에서 주변의 항구와 해안선을 볼 수 있다.

## 역사
기원전 10세기경 틀레폴레모스가 도리아 인을 이끌고 린도스를 건설한 것으로 알려져 있다. 이 근처에 건설된 도리아 인의 헥사폴리스 중 하나이다. 로도스섬의 동쪽에 있기 때문에 기원전 8세기경에는 그리스와 페니키아의 교역의 장으로서 번창했다. 기원전 5세기 말에는 로도스 도시가 건설되었고, 서서히 그쪽으로 중심이 옮겨 갔다.
고전 시대에는 거대한 아테나, 린디아의 신전이 건설된 기원전 300년경에 최종 형태에 달했다. 헬레니즘 시대와 로마 제국 시대에는 사원 등의 건물이 추가되어 크게 발전되어 갔다. 중세 초기에는 그 건물이 사용되지 않았고, 14세기에는 그 폐허 위에 성 요한 기사단이 요새를 건설하고, 오스만 제국과 대치했다.

## 발굴
린도스의 발굴은 1900년부터 1914년 KF Kinch와 Christian Blinkenberg의 지휘로 덴마크의 칼스버그 연구소가 실시했다. 아크로폴리스는 암반에 닿을 때까지 발굴했고, 모든 건물의 기초를 노출했다.
이탈리아가 로도스섬을 지배하던 시절(1912년부터 1945년)에는 아크로폴리스의 복원 시도가 이루어졌지만, 그 결과는 불완전했고 역사적 기록을 파괴했을 뿐이었다. 북동쪽 아테나 신전이 복원되었다. 프로필라이아(아크로폴리스의 입구)로 올라가는 계단이 복원되면서 헬레니즘 시대의 많은 기둥이 일으켜 세워졌다. 그러나 암반을 콘크리트로 덮고, 돌 블록은 원래 발견된 위치에서 옮겨 벽의 복원에 사용되었다.
현대의 기준에서 보면, 이 복원이 출토된 것에 관한 충분한 검증도 없이 이루어졌으며, 손상을 가하는 결과가 되었다. 최근 그리스 문화부의 감독 하에 국제고고학팀이 올바른 복원과 보호를 위해 노력하고 있다.

## 기후
| 그리스 린도스의 기후 | 그리스 린도스의 기후 | 그리스 린도스의 기후 | 그리스 린도스의 기후 | 그리스 린도스의 기후 | 그리스 린도스의 기후 | 그리스 린도스의 기후 | 그리스 린도스의 기후 | 그리스 린도스의 기후 | 그리스 린도스의 기후 | 그리스 린도스의 기후 | 그리스 린도스의 기후 | 그리스 린도스의 기후 | 그리스 린도스의 기후 |
| 월 | 1월                  | 2월                  | 3월                  | 4월                  | 5월                  | 6월                  | 7월                  | 8월                  | 9월                  | 10월                 | 11월                 | 12월                 | 연간                 |
| --- | -------------------- | -------------------- | -------------------- | -------------------- | -------------------- | -------------------- | -------------------- | -------------------- | -------------------- | -------------------- | -------------------- | -------------------- | -------------------- |
| 일평균 최고 기온 °F (°C) | 59 (15)              | 60 (16)              | 64 (18)              | 70 (21)              | 79 (26)              | 89 (32)              | 94 (34)              | 94 (34)              | 87 (31)              | 79 (26)              | 69 (21)              | 61 (16)              | 75.416 (24.12)       |
| 일평균 최저 기온 °F (°C) | 46 (8)               | 46 (8)               | 50 (10)              | 55 (13)              | 62 (17)              | 70 (21)              | 75 (24)              | 75 (24)              | 69 (21)              | 63 (17)              | 56 (13)              | 50 (10)              | 59.75 (15.42)        |
| 출처: <World Weather Online= >“린도스의 기후”. 《Lindos Monthly Climate Average, Greece》. World Weather Online. 2016. 2016년 9월 12일에 확인함. |                      |                      |                      |                      |                      |                      |                      |                      |                      |                      |                      |                      |                      |

## 주요 유적

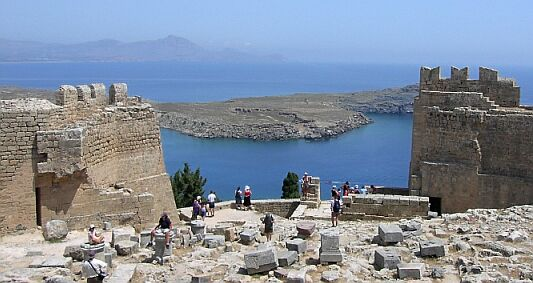
아크로폴리스 정상의 정경

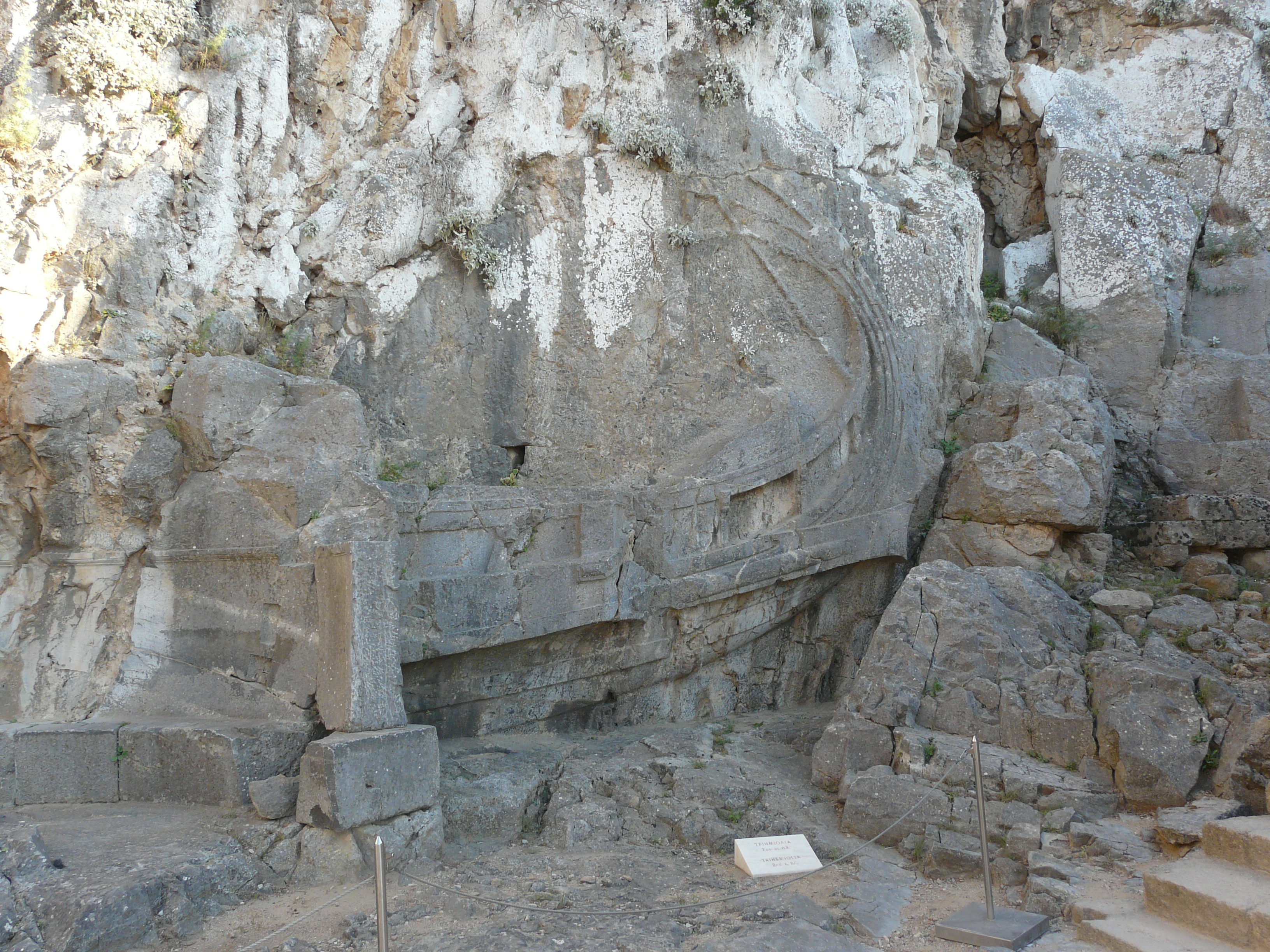
삼단노선 부조

린도스의 아크로폴리스에서는 지금도 같은 건물의 일부가 보인다.
- 아테나 · 린디아 도리아 식 신전

기원전 300년경 이전에 있던 신전의 위치에 건설되었다. 신전 내부에는 제물을 넣어 테이블과 아테나의 동상이 있었다.
- 성소의 입구(프로필라이아)

기원전 4세기 경. 큰 계단을 오른 곳에 D자형의 주량과 5개의 문이 있는 벽이 있다.
- 헬레니즘 시대의 양 날개가 퍼진 형태의 열주. 기원전 200년경. 길이 87m로 42개의 기둥이 있다.
- 로도스 식 삼단노선 (군함)의 부조. 아크로폴리스에 올라가는 계단 아래쪽 옆의 암벽에 새겨 져있다. 뱃머리에는 장군 Hagesander의 상이 새겨져 있다. 조각가는 Pythokritos. 기원전 180년경.
- 아크로폴리스의 주요 고고 발굴 지역으로 향하는 헬레니즘 시대의 계단. 기원전 2세기.
- 로마 신전의 유적. 디오클레티아누스 황제를 모신 것으로 보인다 서기 300년경의 것
- 헬레니즘 시대의 아크로폴리스를 둘러싼 벽이 동시대의 프로필라이아와 계단이 그곳을 통하고 있다. 로마 시대의 비문이 있고, 2세기 아테네의 성직자 P Aelius Hagetor이 벽과 타워를 수리했다고 적혀 있다.
- 성 요한 기사단의 성

1317년보다 이전에 동로마 제국 시대의 요새의 기초 위에 세워졌다. 성벽과 탑은 천연의 절벽을 따라 만들어져 있다. 남측 국방부 타워는 섬의 남쪽 항구 시가지 도로 등을 바라 볼 수있게되어 있었다. 동해에 접한 위치에 큰 둥근 탑이 성벽의 북동부에 두 개의 탑이 있었다. 현존하는 탑은 남서쪽과 서쪽에 있는 2개의 탑이다.
- 정교회 교회

13세기에서 14세기 경. 이전에 있던 교회의 폐허 위에 세워져있다. 이전 버전의 교회는 6세기 이후에 지어진 것으로 볼 수 있다.
- 영화 《나바론 요새》는 이곳에서 일부 촬영되었다.

## 갤러리(아크로폴리스)

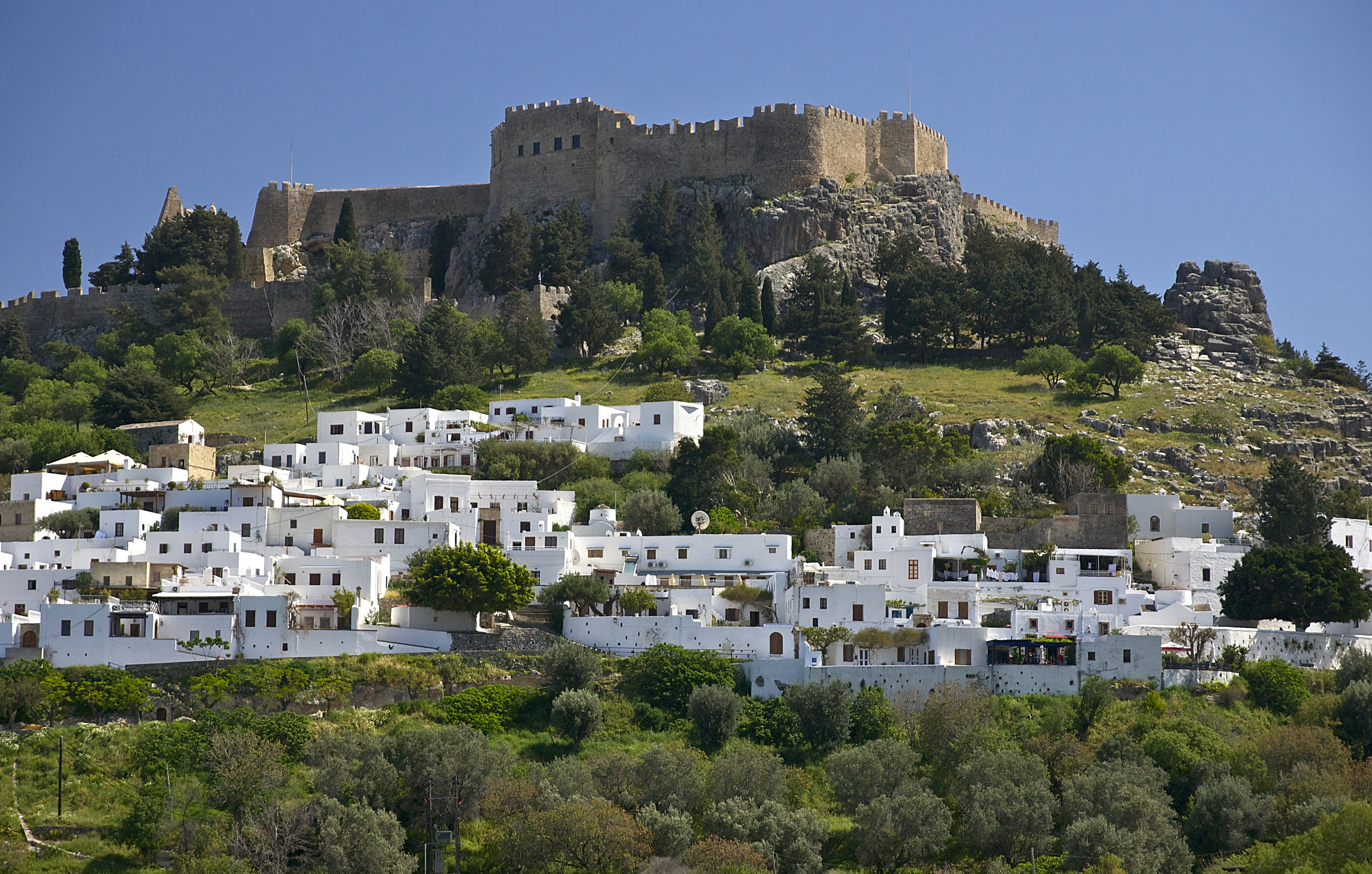
아크로폴리스의 정경
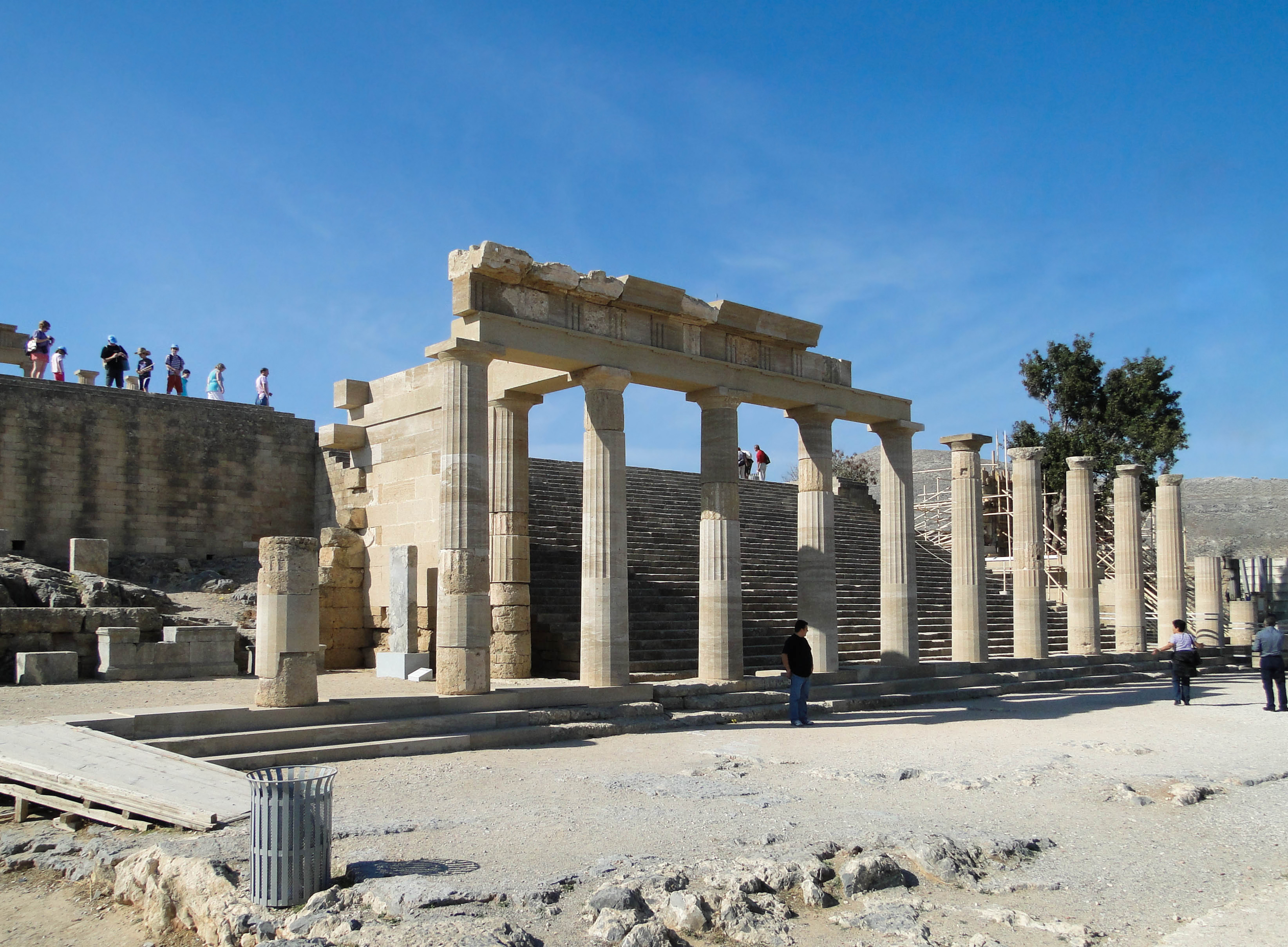
프로필라이아의 계단
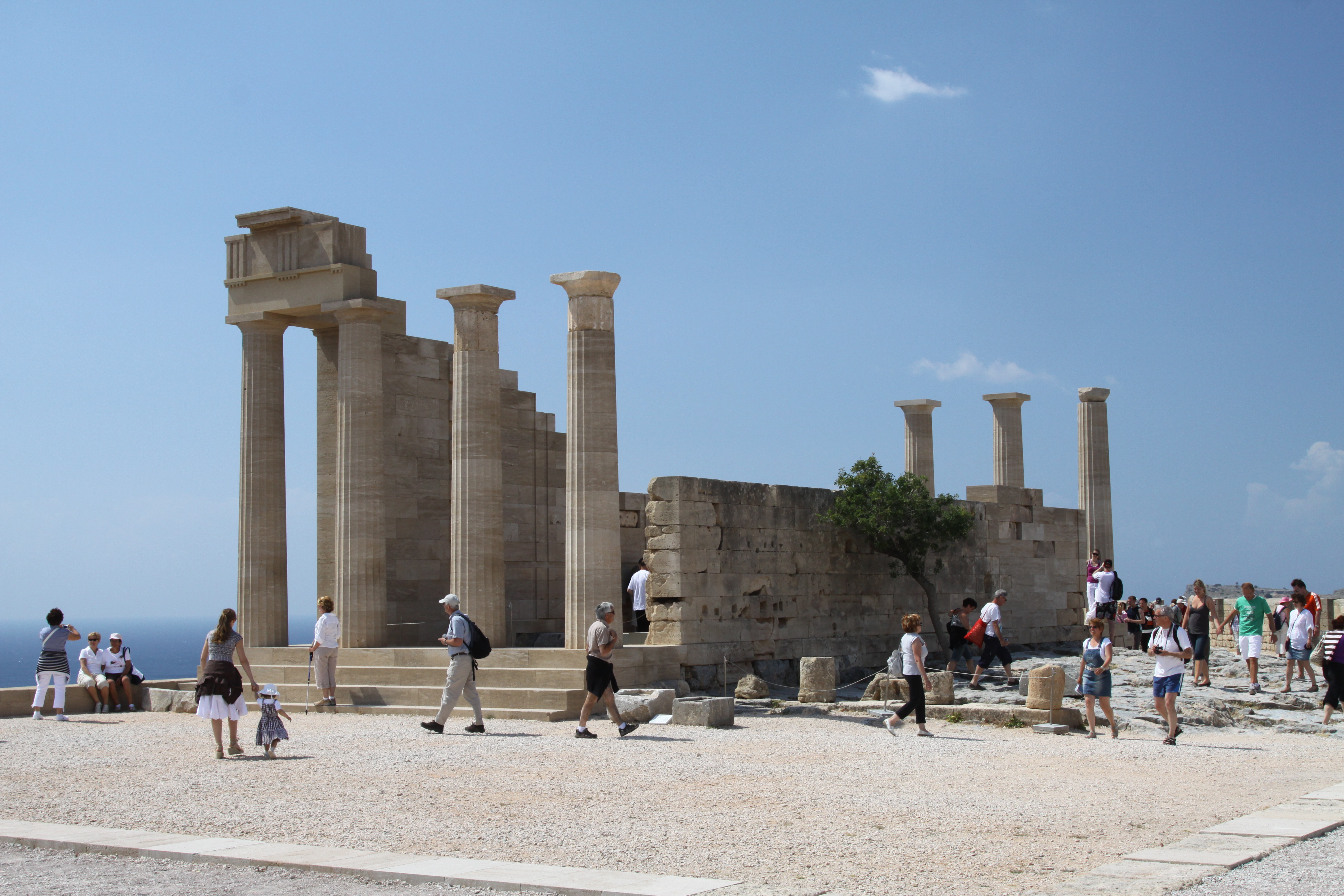
아테나 린디아의 도리아 식 사원
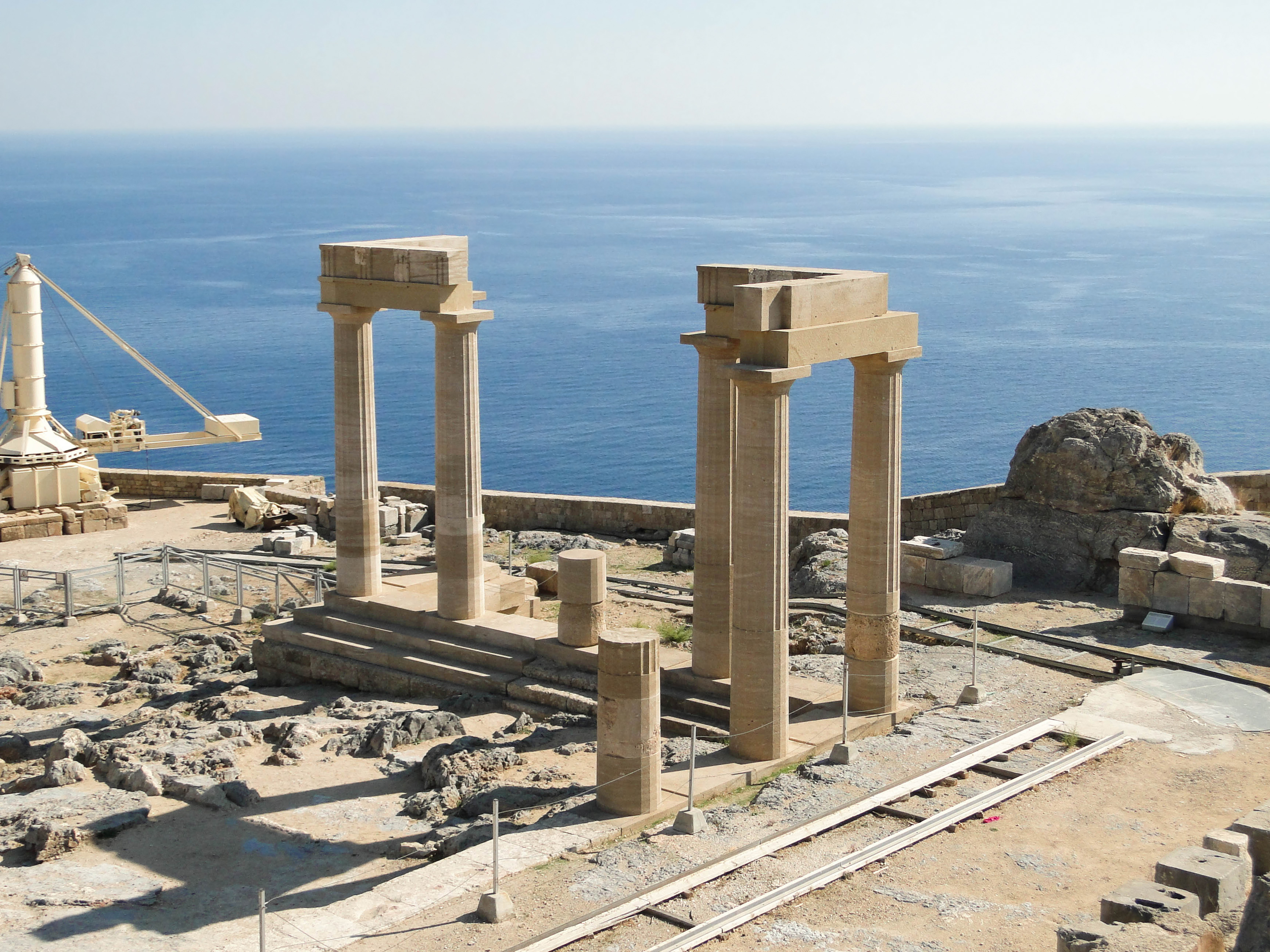
헬레니즘 시대의 기둥
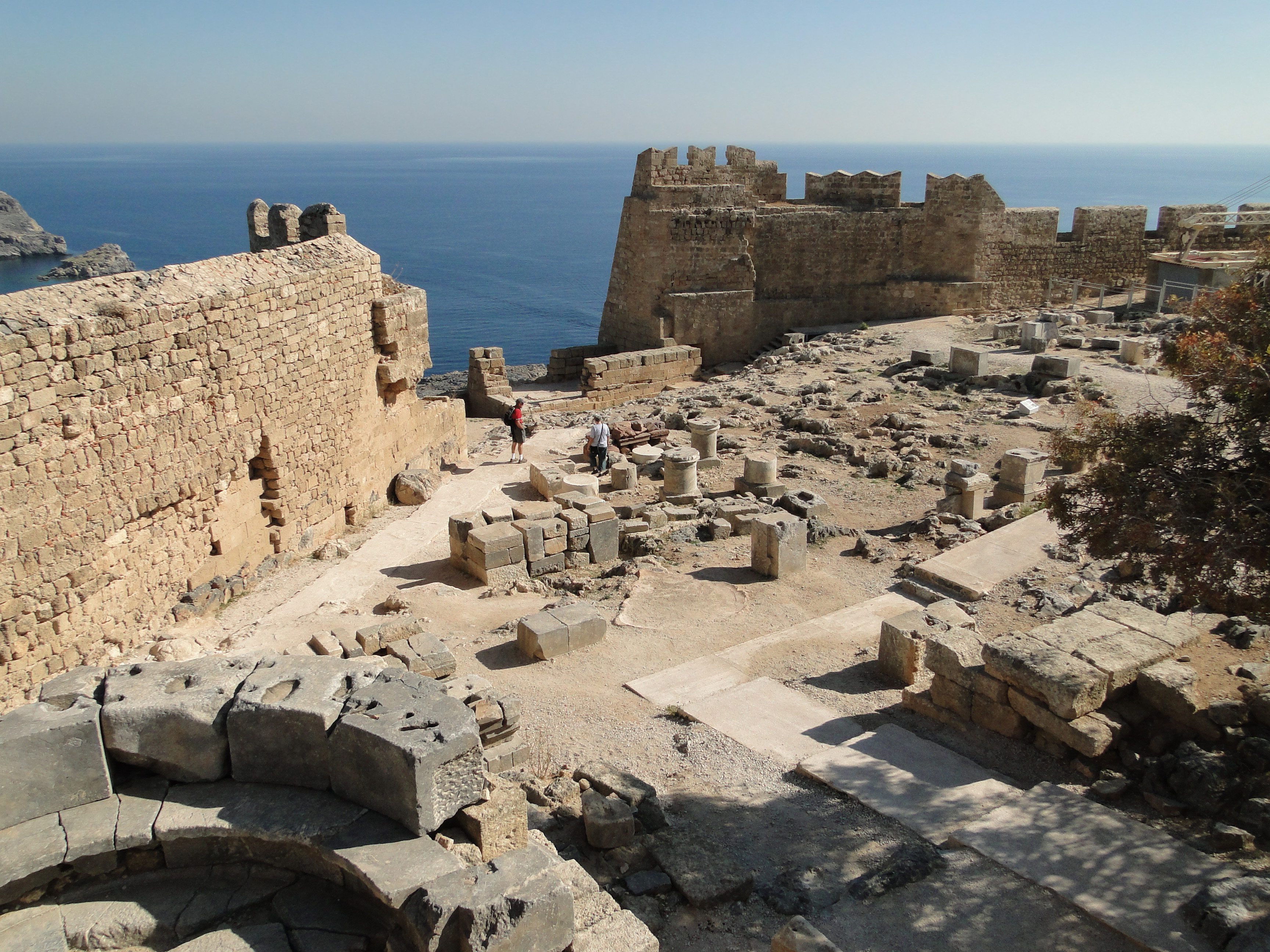
아크로폴리스 정상 정경
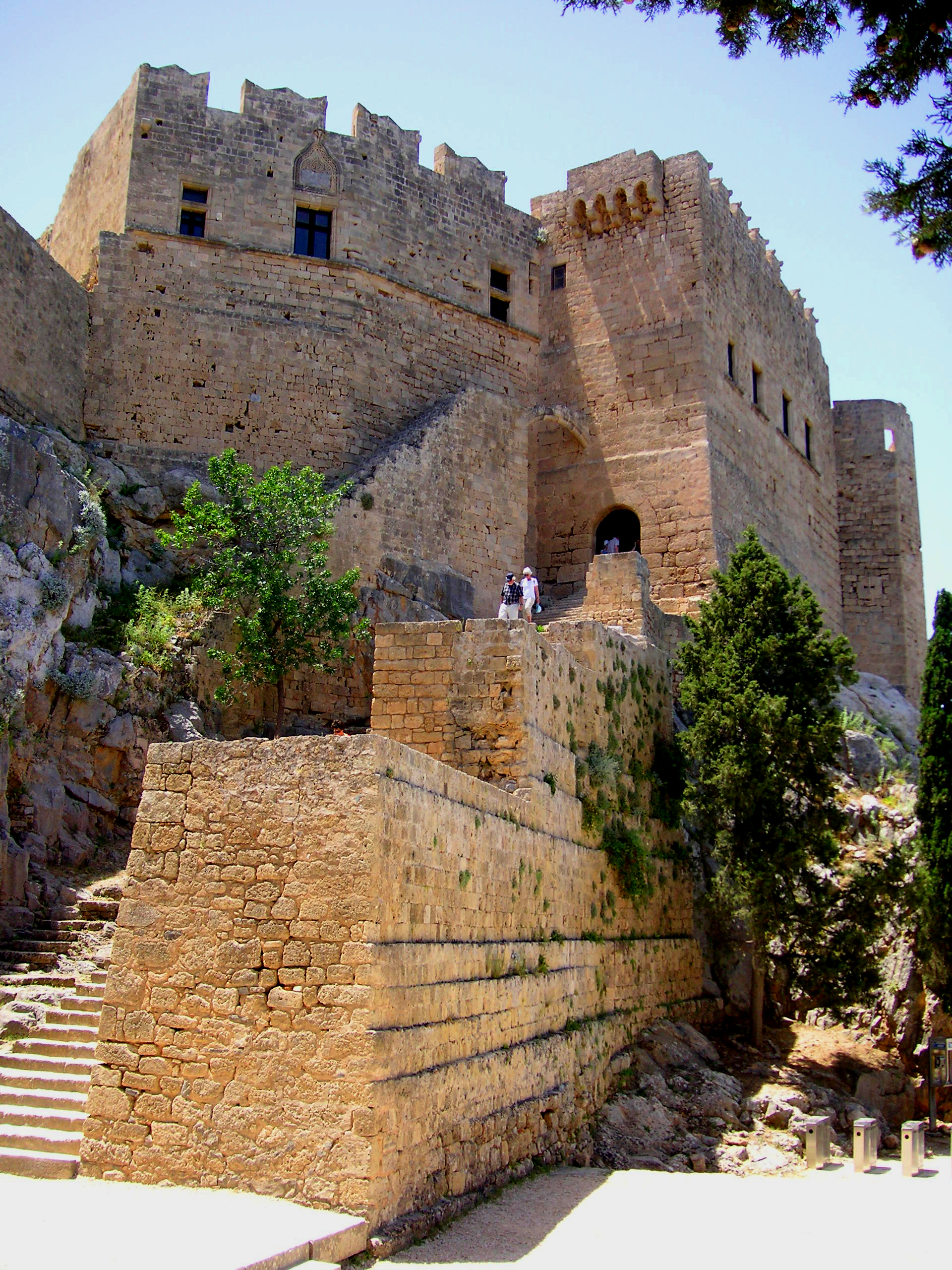
중세시대 아크로폴리스 문
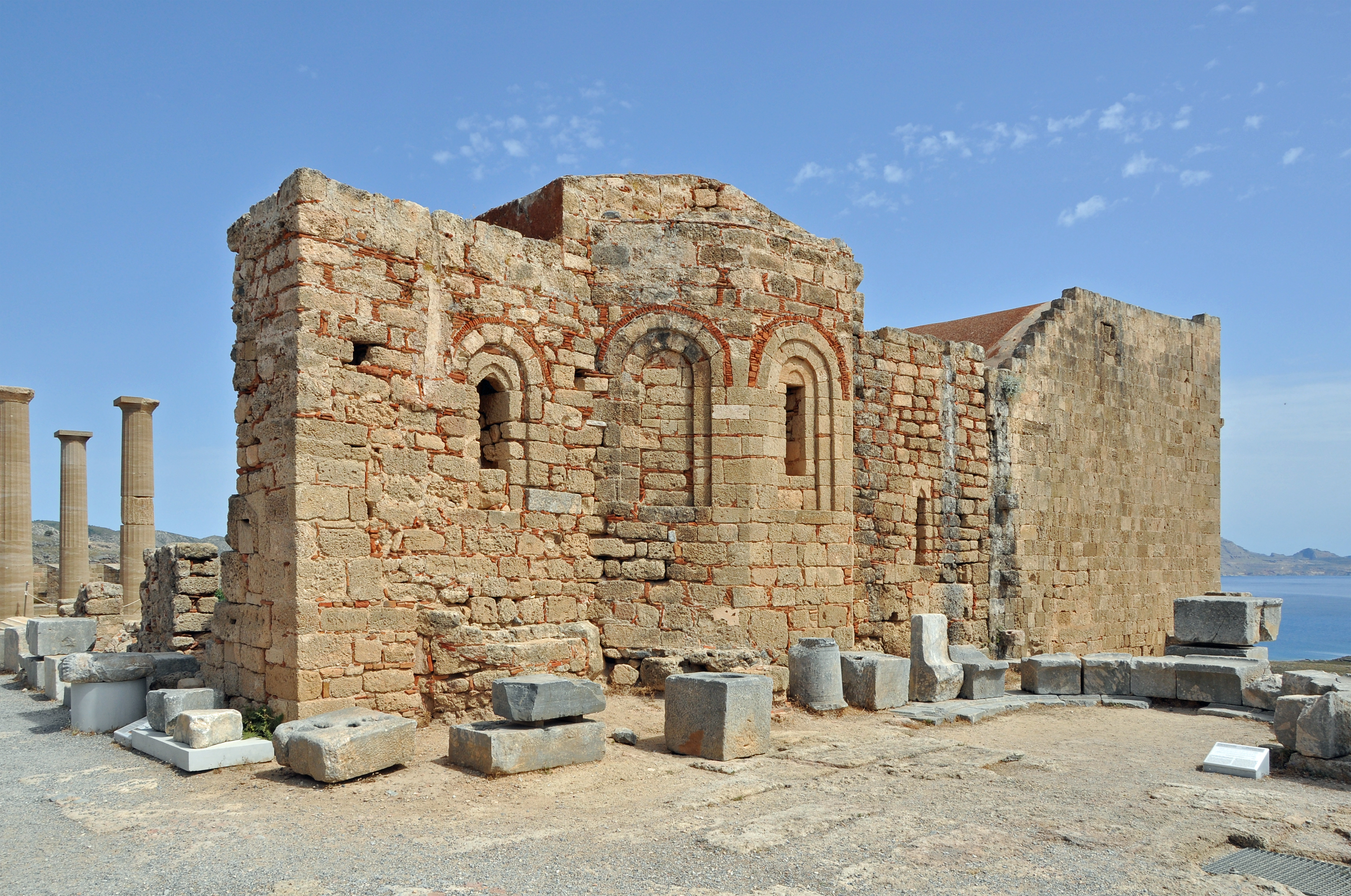
성 요한 교회
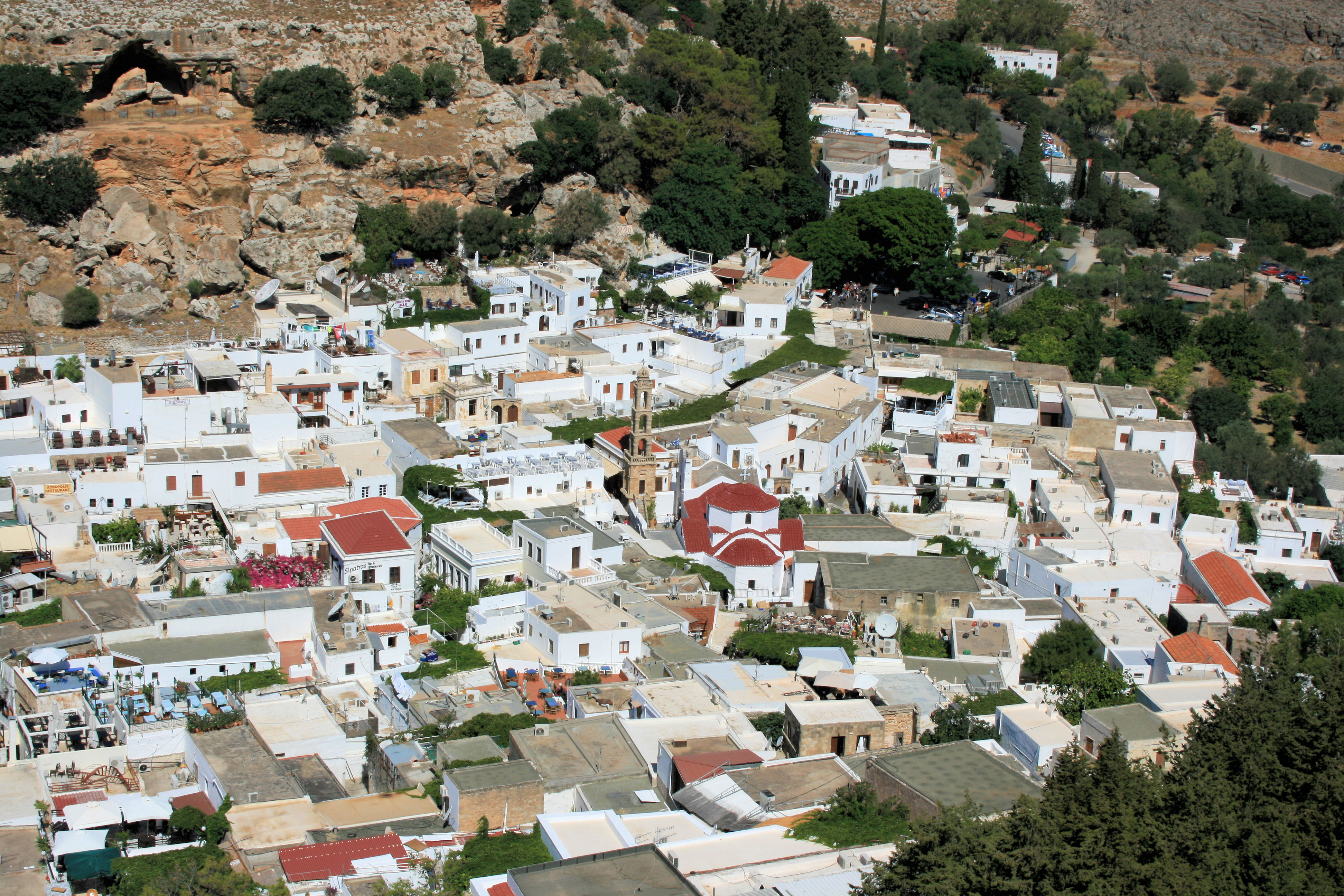
파노라마

## 인물
- 린도스의 카레스, 로도스의 거상을 만든 조각가
- 클레오불루스